# Hasten Down the Wind
Hasten Down the Wind is een studioalbum van Linda Ronstadt uit 1976, waarmee ze een Grammy Award won. Producer was de Engelsman Peter Asher, die ooit nog een helft was van het duo Peter & Gordon.
Het was het zevende album van Rondstadt en het derde dat een platina plaat kreeg van de RIAA voor meer dan 1 miljoen verkochte exemplaren. De NARM (National Association of Recording Merchandisers) bekroonde het als "bestverkochte lp van een vrouwelijke artiest" en "bestverkochte country-lp van een vrouwelijke artiest" van 1976. Het album stond verschillende weken in de top-drie van de bestverkopende albums volgens Billboard.
Het titelnummer van de elpee was geschreven door Warren Zevon en Karla Bonoff leverde ook enkele nummers. Beiden stonden voor hun doorbraak als singer-songwriter. Daarnaast stonden er ook een paar covers van klassiekers op de plaat: "That'll Be the Day" van Buddy Holly en de Patsy Cline-countryklassieker "Crazy", geschreven door Willie Nelson. Dat nummer werd uitgebracht als single en bereikte nummer 10 op de Billboard country-hitlijst.
Bekende sessiemuzikanten begeleidden Rondstadt op de elpee, onder wie Andrew Gold (keyboard), Dan Dugmore (elektrische gitaar en steelgitaar), Waddy Wachtel (gitaren) en Russ Kunkel (drums). Gastvocalisten en achtergrondzangers waren onder meer Don Henley (tevens drums), Karla Bonoff, Jim Gilstrap, Clydie King en Wendy Waldman.

## Nummers
1. "Lose Again" (Karla Bonoff) - 3:34
2. "The Tattler" (Ry Cooder, Russ Titelman, Washington Phillips) - 3:56
3. "If He's Ever Near" (Bonoff) - 3:15
4. "That'll Be the Day" (Jerry Allison, Buddy Holly, Norman Petty) - 2:32
5. "Lo Siento Mi Vida" (Linda Ronstadt, Kenny Edwards, Gilbert Ronstadt) - 3:54
6. "Hasten Down the Wind" (Warren Zevon) - 2:40
7. "Rivers of Babylon" (Brent Dowe, Trevor McNaughton) - 0:52
8. "Give One Heart" (John Hall, Johanna Hall) - 4:07
9. "Try Me Again" (L. Ronstadt, Andrew Gold) - 3:59
10. "Crazy" (Willie Nelson) - 3:58
11. "Down So Low" (Tracy Nelson) - 4:08
12. "Someone to Lay Down Beside Me" (Bonoff) - 4:28

Give One Heart is een nummer van Orleans van hun album Waking and dreaming.